# Racismo institucional en la Policía Metropolitana de Londres
El racismo institucional ha sido reconocido en la Policía Metropolitana de Londres desde al menos la década de 1970 y ha recibido cobertura significativa.

## Historia
En 1970, un grupo de activistas británicos negros conocidos como los Mangrove Nine fueron juzgados por enfrentamientos violentos durante una protesta contra el ataque policial al restaurante The Mangrove en Notting Hill. Los nueve hombres fueron absueltos de los cargos más graves y el juicio se convirtió en el primer reconocimiento judicial de odio racial dentro de la Policía Metropolitana.
Tras el asesinato de Stephen Lawrence en 1993, el juez William Macpherson encabezó una investigación pública (1998) sobre el manejo de la investigación original del asesinato por parte del Servicio de Policía Metropolitana. La investigación concluyó que la investigación era incompetente y que la fuerza era institucionalmente racista.
En 2005, la policía mató a tiros a Jean Charles de Menezes, un brasileño que había sido identificado erróneamente como autor del intento de atentado terrorista del día anterior.
Durante la pandemia de COVID-19 de 2020, se descubrió que la policía metropolitana tenía 2,17 veces más probabilidades de imponer multas a personas negras por infracciones del encierro, en relación con la población general.
La policía dijo: «En total, más personas blancas recibieron FPN (avisos de pena fija) o fueron arrestadas que otros grupos étnicos individuales. Sin embargo, en comparación con la composición de la población residente, proporciones más altas de personas de raza negra y de minorías étnicas (BAME) recibieron FPN o fueron arrestados en todo Londres en su conjunto. Las razones de esto probablemente sean complejas y reflejen una variedad de factores. Esto incluye interacciones entre las áreas sujetas a una importante actividad policial proactiva dirigida a los puntos críticos de delincuencia y tanto la variación en el perfil de edad y la distribución geográfica de los grupos étnicos en Londres».
En marzo de 2022 se reveló que una niña negra de 15 años, conocida como Niña Q, fue registrada por la policía al desnudo en la escuela sin un adulto presente después de que se sospechara erróneamente que estaba en posesión de cannabis. Un informe de salvaguardia independiente concluyó que el incidente fue injustificado y que el racismo probablemente fue un factor. Child Q demandó a la Policía Metropolitana y entabló una acción civil contra su escuela. Los dos agentes de policía que llevaron a cabo el registro al desnudo han sido apartados de sus funciones en primera línea. En septiembre de 2023, el IOPC anunció que cuatro agentes enfrentarían cargos de mala conducta en el caso Niña Q.
Dos años antes del incidente de la Niña Q hubo quejas de que muchos registros desnudos de niños eran injustificados. En 2019, se descubrió que se realizaron registros al desnudo de manera desproporcionada a sospechosos negros y de minorías étnicas. Los inspectores encontraron que el número era «más alto de lo que normalmente vemos» e involucraba a «muchos niños y una proporción significativamente mayor de detenidos negros y de minorías étnicas». La Policía Metropolitana registró a 5.279 niños al desnudo durante los tres años hasta 2022 y el 75% (3.939) eran de orígenes étnicamente diversos, según la LBC. 16 niños registrados al desnudo tenían entre 10 y 12 años. Las estadísticas sólo cubren los registros desnudos de niños después de su arresto y es probable que las cifras reales sean más altas. El 24 de junio de 2022, la Policía Metropolitana se remitió al IOPC para que investigara ocho registros desnudos de jóvenes menores de 18 años. Se declaró que se introducirían reformas que incluirían que un inspector tendría que aprobar el registro al desnudo de un niño, tendría que estar presente un adulto apropiado y tendría que haber un informe. La Policía Metropolitana declaró: «Hemos revisado la política de "búsquedas adicionales" para menores de 18 años y hemos realizado cambios. Esto es para asegurarnos de que la política es apropiada (...) y que reconoce el hecho de que un niño en estas circunstancias bien puede ser una víctima vulnerable de explotación por parte de otros involucrados en pandillas, fronteras de condado y tráfico de drogas». Entre 2018 y 2020 hubo 650 registros desnudos de niños, el 23% sin un adulto apropiado. El 58% de los niños buscados eran negros. Rachel de Souza, titular del Children's Commissioner for England, dijo: «No estoy segura de que lo que le pasó a la Niña Q haya sido un problema aislado, en vez de eso creo que puede ser un ejemplo particularmente preocupante de un problema más sistémico en torno a la protección infantil dentro de la Policía Metropolitana. Sigo sin estar convencida de que la policía está considerando constantemente el bienestar y el bienestar de los niños». La mayoría de los niños registrados al desnudo eran inocentes. De Souza dijo: «Este bajo nivel de búsquedas exitosas indica posiblemente que esta práctica intrusiva puede no estar justificada o ser necesaria en todos los casos». 95% de los jóvenes registrados al desnudo eran varones, y una cuarta parte tenían menos de 16 años. De Souza declaró: «También estoy extremadamente preocupada por la desproporcionalidad étnica que se muestra en estas cifras, particularmente dado que se determinó que la etnia era un factor clave en el caso de la Niña Q.». En septiembre de 2023, el detective superintendente James Conway dijo que la Policía Metropolitana había estado abusando del poder del registro al desnudo y que había realizado cambios en el procedimiento.

## Respuesta
En junio de 2022, el alcalde de Londres, Sadiq Khan, dijo que había pruebas de «sexismo sistémico, racismo, homofobia, discriminación, misoginia» en la Policía Metropolitana; agregando que también hay «oficiales dedicados, decentes y valientes». Khan dijo que sentía que el nuevo comisionado de policía necesitaría restaurar la confianza en la policía de Londres. Khan reconoció que las cifras de criminalidad en Londres estaban bajando para ese entonces. La Inspección de Policía de Su Majestad ha impuesto medidas especiales a la Policía Metropolitana. La ministra del Interior, Priti Patel, dijo que ésta no estaba entendiendo «lo básico correctamente. (...) El proceso para contratar a un nuevo comisionado está en marcha y he dejado claro que el candidato seleccionado debe demostrar mejoras sostenidas en la policía para recuperar la confianza del público tanto en Londres como en todo el país. El nuevo comisionado deberá cumplir con las prioridades del público para la policía: hacer nuestras calles más seguras, combatir el crimen y llevar a más delincuentes ante la justicia, mientras continúa reclutando miles de nuevos agentes para proteger a las comunidades locales». La Inspección declaró «preocupaciones sistémicas» sobre la Policía Metropolitana, incluida su respuesta inadecuada a las llamadas de emergencia, el registro «apenas adecuado» de delitos y las referencias de abuso infantil que generan un retraso. Una carta del organismo de control a la policía dijo que las fallas empeoraron debido a los reclutas jóvenes e inexpertos traídos como elemento de la medida nacional para reemplazar a miles de oficiales experimentados recortados como parte de las medidas de austeridad. Matt Parr, de la Inspección, escribió a sir Stephen House que los inspectores habían tenido «preocupaciones sustanciales y persistentes» sobre la Policía «durante un tiempo considerable». Las preocupaciones incluían el enfoque de ésta para abordar la corrupción que, según la carta, era «fundamentalmente defectuoso» y «no adecuado para su propósito».
En agosto de 2022, la policía inició un proceso legal contra Parm Sandhu, un exalto funcionario que publicó un libro que incluye acusaciones de «discriminación racial y de género» contra ella por parte de la Policía Metropolitana. La afirmación de la policía fue que Sandhu había violado un acuerdo de confidencialidad que formaba parte de un acuerdo de conciliación entre Sandhu y la institución.
En septiembre de 2022, hubo protestas por la muerte de Chris Kaba, asesinado a tiros por un oficial de la Policía Metropolitana en el sur de Londres. El agente de policía implicado fue suspendido poco después a la espera del resultado de la investigación del IOPC. Dos autos de policía habían perseguido y detenido su vehículo a altas horas de la noche del 5 de septiembre, tras un presunto incidente armado ocurrido el día anterior en el que estaba implicado el vehículo que conducía Kaba. La familia también se reunió en privado con el nuevo comisionado de Scotland Yard, Sir Mark Rowley, durante 25 minutos después de ver el metraje. El 30 de marzo de 2023, el IOPC anunció que había remitido el caso a la Fiscalía de la Corona, y esta última anunció el 20 de septiembre de ese año que un oficial había sido acusado de asesinato en relación con el mismo.